# Caprodon
Caprodon is een geslacht van straalvinnige vissen uit de familie van zaag- of zeebaarzen (Serranidae).

## Soorten
- Caprodon krasyukovae Kharin, 1983
- Caprodon longimanus (Günther, 1859)
- Caprodon schlegelii (Günther, 1859)